# ESimple
ESimple es un grupo de rock costarricense formado en 1999.

## Historia
Esimple inicia como una idea de varios amigos de compartir un espacio para tocar música en la provincia de Heredia en Costa Rica, corría el año 1999.
Sus inicios musicales podrían definirse como los de una banda de Punk Rock. Los hermanos Moraga: Isaac y Abidan junto a Daniel González y Harold Nichols “Chol” tocan su primer concierto en vivo el 16 de abril de 1999 en la Universidad Nacional (U.N.A).
Durante los años 2000-2001 Esimple (conocido entonces como E-simple) tiene la oportunidad de compartir escenario con muchas bandas del underground punk rock nacional y con reconocidas agrupaciones internacionales: 2 Minutos, Bersuit Vergarabat, El Guato, U.F.O., Cucarachero, e Insano.
A finales del 2001 el baterista Harold Nichols “Chol” deja la banda en busca de nuevos horizontes y Diego Rojas toma su lugar.
Para el año 2002, Esimple toma las canciones con las que se presenta y graba su primer álbum “Es Fácil, Es Sencillo".
Este es un disco con el que Esimple logra expandirse en el círculo de punk rock/underground, lo cual sin duda genera efectos nostálgicos entre los primeros seguidores de la agrupación.
En cuatro años de existencia la banda Esimple logra alternar con otros conjuntos tales como: 2 minutos y bersuit de Argentina, además de ser los organizadores del Punk Rock Fest, primer festival de punk rock realizado en Costa Rica.
Durante gran parte del 2003 Esimple promociona el disco, tocando con bandas como Inconsciente Colectivo, Nada, Xpunkha, Seka, Cabuya, Exnobia, Sintagma y Elemento, entre otras.
Pero es a principios del 2004 que se reúnen una vez más en el estudio para grabar su segundo álbum “Son Tus Sueños” que es una promesa a los admiradores. Con los temas que hicieron a la agrupación popular: Son Tu Sueños, Cosecha, Semana Santa, Me Haces Falta, entre otras.
Estas canciones fueron con las que muchos de los fanes conocieron a la banda por lo que a través de su site Esimple.org (offline), se regaló una canción por semana. Este gesto por parte del grupo tuvo gran acogida entre los fanáticos.
Se hace un pequeño tiraje de CD de "Son Tus Sueños" a mediados del 2005 y con la salida del baterista, Esimple toma un descanso y empieza a escribir material nuevo.
Con la llegada de Jordan Lobo se graba el tercer álbum “Macguiversh” el cual se empieza a distribuir a partir del 16 de marzo de 2007 con un concierto de lanzamiento en el Teatro para las Artes en la Universidad Nacional.Con la salida de dicho material se consolidan con el lanzamiento al ser promocionado con dos videos en circulación nacional y apariciones constantes en medios de comunicación.
Antes de finalizar el año surgen cambios en la alineación: Daniel se va para Estados Unidos a estudiar y Jordan decide salir de la banda por lo que entra José Ospino (ex-Bruno Porter) en el puesto de baterista y deciden no agregar otra guitarra quedando por primera vez como un trío, de esta forma empiezan a trabajar en maquetas que poco a poco van grabando en lo que se convertiría en un EP de 5 canciones: Comiendo Entre Tus Piernas el cual muestra la evolución constante del grupo.
Para el 2009 Ospino decide dejar la banda por asuntos personales por lo que Diego Rojas vuelve a la banda junto con un nuevo miembro José Sheridan (ex-Plan B, ex-Reacción) como 2.ª guitarra para empezar una nueva etapa. Graban un par de sencillos como muestra de querer recuperar terreno, siguen tocando hasta que en julio de ese año Isacc da la noticia de la separación de la banda debido a que siente que necesita terminar ese ciclo para empezar nuevos proyectos, durante los siguientes meses todos siguen con diferentes bandas hasta que a finales del 2011 se da a conocer que el grupo vuelve con la alineación de sus primeros 2 discos para abrirle a MXPX en su visita a Costa Rica.
En el 2012 participan con gran éxito en el Festival del Farolito.

## Discografía
Discos
- (2003) 'Es fácil, es sencillo'
- (2005) 'Son tus sueños'
- (2007) 'Macguiversh'

EP´s
- (2010) 'Comiendo entre tus piernas'

Sencillos
- (2009) 'Canción de Navidad'
- (2010) 'Verme Morir'

## Miembros
- Isacc "Papin" Moraga - Voz/Guitarra (1999-presente)
- Abidán Moraga - Bajo/Coros (1999-presente)
- Daniel González - Guitarra/Coros (1999-2007, 2011-presente)
- Harold "Chol" Nichols - Batería (1999-2001-presente)

Miembros pasados:
- Diego Rojas - Batería/Percusiones (2001-2005, 2009)
- Jordan Lobo - Batería/Percusiones (2005-2007)
- José Ospino - Batería/percusiones (2007-2009)
- José Sheridan - Guitarra/Coros (2009-2010)
- Luis Felipe Dobles - Bajo (2001-2003)
- Alejandro Finy - Bajo (2000-2001)